# 茨維托韋
50°4′29″N 34°12′27″E / 50.07472°N 34.20750°E
茨維托韋（烏克蘭語：Цвітове），是烏克蘭中部的村莊，隸屬波爾塔瓦州的波爾塔瓦區。該村距離格里什基0.5公里，面積0.41平方公里，海拔高度141米，2001年人口2。